# Скулкрафт (Мичиген)
Скулкрафт (енгл. Schoolcraft) град је у америчкој савезној држави Мичиген.

## Демографија
По попису из 2010. године број становника је 1.525, што је 62 (-3,9%) становника мање него 2000. године.
| Група             | 2000.         | 2010.         |
| Белци             | 1.518 (95,7%) | 1.440 (94,4%) |
| Афроамериканци    | 6 (0,4%)      | 15 (1,0%)     |
| Азијати           | 7 (0,4%)      | 9 (0,6%)      |
| Хиспаноамериканци | 17 (1,1%)     | 31 (2,0%)     |
| Укупно            | 1.587         | 1.525         |